# 播磨町立播磨北小学校
播磨町立播磨北小学校（はりまちょうりつ はりまきたしょうがっこう）は、かつて兵庫県加古郡播磨町北古田一丁目にあった公立小学校。

## 沿革
- 1981年4月1日 - 開校。播磨、播磨西、蓮池の3校からそれぞれ校区を分離した。
- 2007年3月31日 - 児童数減少に伴い廃校。

## 跡地利用
播磨町長の清水ひろ子は、2007年当時加古川市で設立準備がなされていた私立の通信制高等学校（現在の相生学院高等学校）の事業者に対し、校舎を無償で提供する旨の打診を水面下で行っていたが、実現しなかった。閉校後の校舎は解体せず、旧播磨北小学校施設運営協議会によってしばらくイベント会場として使用されたが、最終的には、2009年（平成21年）4月に開校した兵庫県立東はりま特別支援学校に敷地が引き継がれた。